# Maladera lugubris
Maladera lugubris är en skalbaggsart som beskrevs av Brenske 1896. Maladera lugubris ingår i släktet Maladera och familjen Melolonthidae. Inga underarter finns listade i Catalogue of Life.